# 彬州市各级文物保护单位列表
以下为陕西省咸阳市彬州市的各级文物保护单位:

## 全国重点文物保护单位
| 大佛寺石窟   | 3-49  | 石窟寺 | 彬县 | 唐   |  |
| 彬县开元寺塔 | 5-423 | 古建筑 | 彬县 | 北宋 |  |

## 陕西省文物保护单位
- 公孙贺墓
- 苻坚墓
- 公刘墓
- 冯晖墓
- 陶谷墓